# 機器人系列
艾萨克·阿西莫夫的機器人系列（Isaac Asimov's Robot Series）是美国著名科幻作家艾萨克·阿西莫夫最早期的科幻小說系列。最初，阿西莫夫是以短篇故事的形式向科幻雜誌投稿。在阿西莫夫生長的年代（1930-1940），科幻小說大都將機器人（人造人）視作怪物，對人類的生存構成嚴重的威脅。
但阿西莫夫覺得人類不可能製造一些對自己不利的機器人或沒有對他們設下一定的規範。因此，他在創作第一個機器人短篇《小機》時便創造了機器人學三大法則。
在早期，艾氏的機器人小說嚴格上並不成一個系列。不少故事講述機器人心理學家蘇珊·凱文為了解決問題而與機器人三大規律進行邏輯推導。及後，艾氏才開始寫了兩本機器人長篇小說。最初，艾氏並未想到要將機器人、帝國和基地三大系列合一。故此，我們發現首兩本的機器人小說其實是較為偏向解迷和推理，而非歷史演義。

## 機器人系列
- 鋼穴
- 裸陽
- 曙光中的機器人
- 機器人與帝國

前三集描述地球刑警以利亞·貝萊和機·丹尼爾·奧利瓦，互相合作解決殺人懸案，並巧妙的跟地球與外圍世界的未來產生關係，最後完成的第四集中，發生了地球與外圍世界的危機，導致丹尼爾．奧利瓦領悟第0規則，並將機器人系列與銀河帝國系列加以連結，丹尼爾．奧利瓦也就是基地系列中，引導心理史學建立的機器人。

## 外部連結
- 艾西莫夫官方網頁 （页面存档备份，存于）